# Oettingen-Wallersteinsche Bibliothek
Die Oettingen-Wallersteinsche Bibliothek der Universitätsbibliothek Augsburg ist eine Adelsbibliothek und war früher Eigentum der Fürsten Oettingen-Wallerstein.
Sie umfasst etwa 1.600 Handschriften, 1.300 Inkunabeln, 1.800 Musikhandschriften, 600 Musikdrucke und 117.000 Drucke aus dem 16.–19. Jahrhundert der fünf säkularisierten schwäbischen Klöster Kirchheim am Ries (Zisterzienserinnen), Maihingen (Birgittinnen und Birgitten, später Minoriten), Mönchsdeggingen, Füssen (St. Mang) und Donauwörth (Hl. Kreuz) (alle Benediktiner).
Ferner kauften die Fürsten Kraft Ernst (1748–1802) und sein Sohn Ludwig (1791–1870) aus dem Haus Oettingen-Wallerstein in Paris mittelalterliche Ausgaben und verschuldeten sich für ihr bibliophiles Hobby. Die Privatbibliothek reicherte sich über Jahrhunderte hinweg an. Ihre mittelalterliche Sammlung umfasste jedoch beim Ankauf durch den Freistaat Bayern nur mehr einen kleineren Teil. Fecht-, Turnier- und Reitbücher aus dem 15. und 16. Jahrhundert sind geblieben. Hierzu zählt beispielsweise auch der Codex Wallerstein. Ein Horoskop des Nostradamus für den Kaiser Rudolf II. ist darunter. Zu den Preziosen der Sammlung zählen ein Evangeliar aus dem Kloster Echternach aus der Zeit um 710, die um 1190 entstandene Bilderbibel des Königs Sancho el Fuerte von Navarra und ein Psalterium aus Franken, das dem 13. Jahrhundert zugerechnet wird.
1816 wurden 4.500 Handschriften und frühe Drucke zu einer mittelalterlichen Bibliothek in Wallerstein zusammengestellt. Ein öffentlich zugängliches Leseinstitut wurde eingerichtet, in dem Teile der Bestände eingesehen werden konnten. 1841 wurde die Bibliothek nach Kloster Maihingen verlegt und ab 1946 bis zu ihrem Verkauf im Fürstenbau der Burg Harburg aufbewahrt.
Teile der Bibliothek wurden in den 1930er Jahren bei Karl & Faber in München versteigert. 1980 wurde der fast komplette Restbestand für 40 Mio. DM an den Freistaat Bayern verkauft und ist heute in der Zentralbibliothek der Universität Augsburg untergebracht. Nach wie vor im Besitz der Familie ist die kleine Oettingensche Bibliothek, die aus Stücken mit Familienbezug besteht. Mindestens ein Handschriftenverkauf aus ihr ist ungefähr im ersten Jahrzehnt des 21. Jahrhunderts belegt.